# Maria Kietlińska
Maria Kietlińska (1. února 1888 Chrustów – 24. července 1966 Varšava) byla polská umělecká fotografka, členka Svazu polských uměleckých fotografů, členka Polské fotografické společnosti a členka Varšavské fotografické společnosti.

## Životopis
Maria Kietlińska byla absolventkou soukromé dívčí školy Leonie Rudzké ve Varšavě. Své fotografie poprvé představila v roce 1931 - na výstavě Krajina Tater a Podhalí, pořádané ve spolupráci s Fotografickým ateliérem Henryka Schabenbecka. V roce 1931 se stala členkou Polské fotografické společnosti, existující v letech 1931–1939, založené na základě Polské společnosti milovníků fotografie ve Varšavě. Fotografie Marie Kietlińské byly opakovaně publikovány v Przegląd Fotograficzny - měsíčníku Asociace polských fotografických společností, vydávaném v letech 1935–1939. V roce 1937 byla její práce publikována v Almanachu polské fotografie.
V letech 1943–1944 pracovala v Heliosu v Kielcích jako laborantka . Po 2. světové válce se stala učitelkou fotografie na Zemské škole uměleckých řemesel v Kielcích. V roce 1947 byla přijata jako řádná členka varšavského obvodu Svazu polských uměleckých fotografů. V roce 1950 se přestěhovala do Varšavy, kde začala pracovat v Historickém muzeu, kde v letech 1951–1959 vedla fotografický ateliér. Fotografie Marie Kietlińské jsou ve sbírkách knihovny Fototeki ZPAF ve Varšavě.

## Vybrané výstavy
Podle zdroje:
- II Ogólnopolska wystawa fotografiki (2. národní výstava fotografie, Poznaň, 1948)
- Národní výstava umělecké a amatérské fotografie (Sopoty, 1948)
- II Ogólnopolska wystawa fotografiki (2. národní výstava fotografií, Varšava, 1952)

V roce 2008 se v Národní galerii umění Zachęta ve Varšavě konala výstava Polské fotografky 20. století, která představila tvůrčí počiny padesáti polských dokumentaristek od 70. let 20. století, kde mj. byly prezentovány fotografie Marie Kietlińské. Mezi dalšími vystavujícími byly například: Małgorzata Apathy,
Anna Beata Bohdziewicz,
Anna Brzezińska-Skarżyńska,
Anna Chojnacka,
Zofia Chomętowska,
Maria Chrząszczowa,
Maria Czaplicka,
Irena Elgas-Markiewicz,
Krystyna Gorazdowska,
Helena Hartwigová,
Joanna Helander,
Wanda Herse,
Halina Holas-Idziakowa,
Irena Jarosińska-Małek,
Irena Kummant-Skotnicka,
Krystyna Łyczywek,
Bożena Michalik,
Janina Mierzecka,
Janina Mokrzycka,
Anna Musiałówna,
Zofia Nasierowska,
Fortunata Obrąpalska,
Julia Pirotte,
Danuta Rago,
Jadwiga Rubiś,
Zofia Rydet,
Jadwiga Wolska nebo
Bolesława Zdanowska.